# EasyTech
EasyTech株式会社（イージーテック、英語: EasyTech Inc.、中国語: 苏州乐志软件科技有限公司）は、主にモバイルゲームの開発・販売を行う中華人民共和国の企業。江蘇省蘇州市に本社を置く。創業当初はEasytime Studio名義で活動していた。

## 概要
Easytime Studioは2009年に中国のソフトウェア開発者である陈旭生によって設立された。同年9月18日には、Easytime Studioは最初のiOS向けゲームである『封神英雄の伝奇』を開発した。Easytime Studioは2010年に社名をEasytechに変更し、本格的にターン性ストラテジーゲームの開発へと舵を切った。『欧陸戦争2』はEasytech名義で開発した最初のゲームである。2012年2月22日に蘇州工業団地市場監督管理局に企業として登録され設立された。また、同社は中華人民共和国商務部の発表する「2021-2022年国家文化輸出重点企業」にランクインした。

## ゲームの一覧
Easytechによって開発されたゲームの一覧表である。
| 名称                                | 開発年 |
| ----------------------------------- | ------ |
| 大征服者2: 戦国時代                 | 2023   |
| 欧陸戦争7                           | 2022   |
| 将軍の栄光3                         | 2020   |
| 欧陸戦争6: 1914                     | 2019   |
| 大征服者: ローマ                    | 2019   |
| 欧陸戦争6: 1804                     | 2018   |
| 世界の覇者4                         | 2017   |
| 欧陸戦争5                           | 2016   |
| 将軍の栄光2                         | 2016   |
| 世界の覇者3                         | 2015   |
| 三国合戦                            | 2015   |
| 欧陸戦争4                           | 2014   |
| 将軍の栄光: 太平洋戦争              | 2013   |
| 将軍の栄光                          | 2013   |
| 駐車の達人2                         | 2012   |
| 世界の覇者2                         | 2012   |
| 欧陸戦争3                           | 2012   |
| 要塞包囲                            | 2011   |
| 世界の覇者1945                      | 2011   |
| Cosmos Runner                       | 2011   |
| 欧陸戦争2                           | 2010   |
| パンツァーエリート                  | 2010   |
| タイタンの戦い                      | 2010   |
| 駐車の達人                          | 2010   |
| 大砲とマスケット銃:アメリカ独立戦争 | 2010   |
| 欧陸戦争                            | 2009   |
| 封神英雄の伝奇                      | 2009   |

## 外部サイト
- 公式サイト